# Ribersborgsstranden
Ribersborgsstranden är ett bad- och fritidsområde i  Malmö, i stadsdelen Västra Innerstaden, delvis i stadsdelen Limhamn-Bunkeflo. "Ribban", som stranden kallas, ligger bara ett par kilometer från centrala Malmö. Ribersborgsstranden är ett långsmalt område norr om Limhamnsvägen, mellan Västra hamnen och Limhamns sjöstad. Malmö stad fyller på med sand på sandstranden varje vår. Den sydvästra delen av delområdet tillhör stadsdelen Limhamn-Bunkeflo
Närmast Västra hamnen ligger hundrastplatsen. Hundrastplatsen sträcker sig från strandpromenaden hela vägen till havet, där hundarna kan bada. Därefter kommer Ribersborgs kallbadhus. Längs hela området går en cykel- och gångbana, flitigt använd för inlines-åkning. Parallellt gick "Sillabanan", järnvägen till Limhamn, innan den togs bort 2009. Mellan cykelbanan och Ribersborgs bostadsområde ligger Öresundsparken. Limhamnsfältet, med planer för fotboll, rugby och amerikansk fotboll, och med generösa gräsytor, ligger på södra sidan av järnvägen. I den nordöstra förlängningen av Limhamnsfältet finns banor för hästsport samt en rullskridskohockeyplan.
Ett par kilometer längre västerut längs stranden ligger handikappbadet. Nakenbadet finns vid brygga 10, vidare på stranden mot Limhamn. Därefter kommer Lagunens småbåtshamn. Längst västerut finns Hylliekrokens Golfcenter, med niohålsbana, driving range och minigolfbana.

## Historia
Från början var området en illaluktande sankmark med tång och stillastående vatten. Det blev inte bättre när Malmö–Limhamns Järnväg byggdes 1889 på en bank en bit ut i vattnet.
Efter en svår storm 1902 förstärktes järnvägsbanken med kraftigt utökade grusvallar mot havet. På vallarna skapades Ribersborgsstranden som  invigdes 1926 och på området innanför järnvägen byggdes Öresundparken och Limhamnsfältet.
Limhamnsfältet var övningsfält för Kronprinsens husarregemente, när det var förlagt till Malmö.

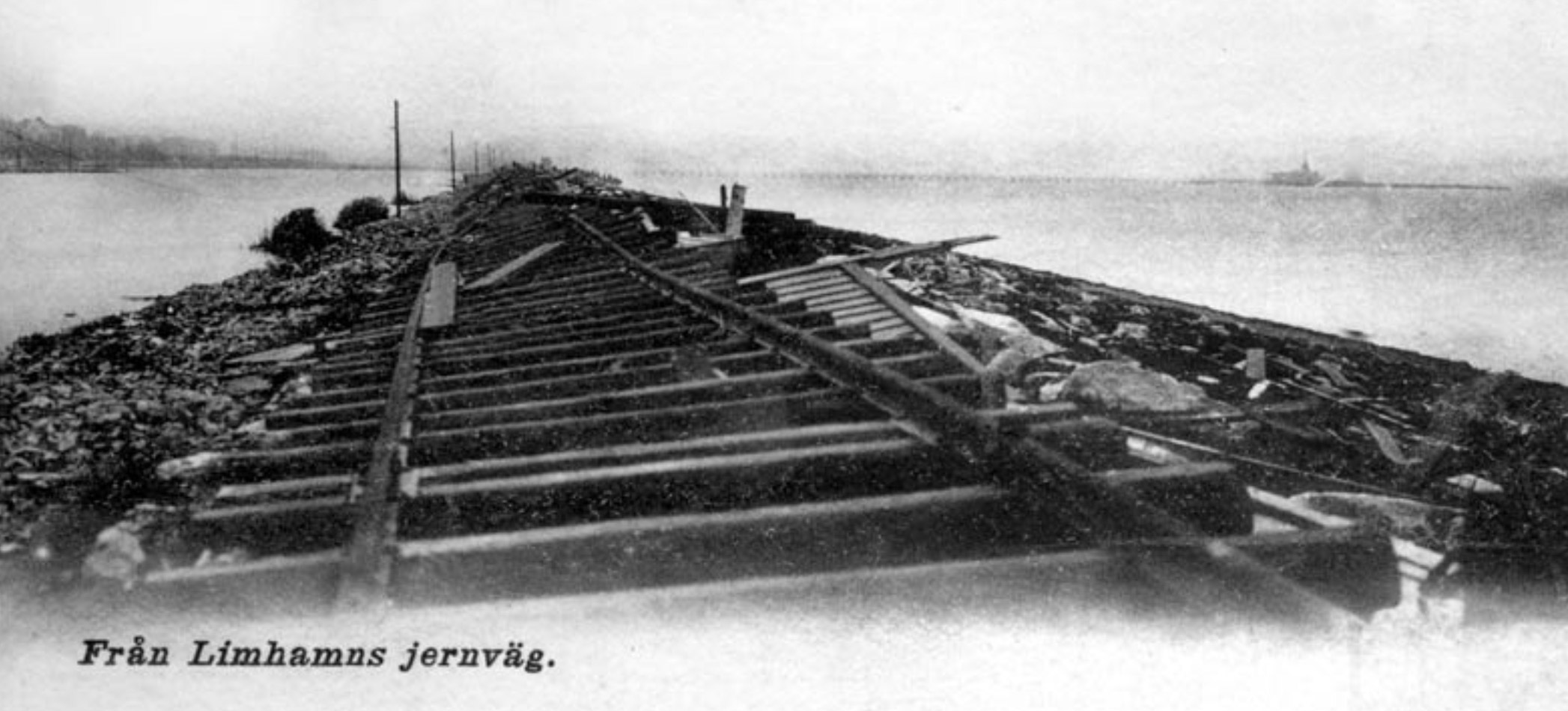
Den skadade järnvägsbanken ute i havet efter julorkanen 1902. Järnvägsbanken är den nuvarande cykelbanan och fotot taget i höjd med Köpenhamnsstigen, mellan fotbollsplanerna och ridbanan.

## Galleri

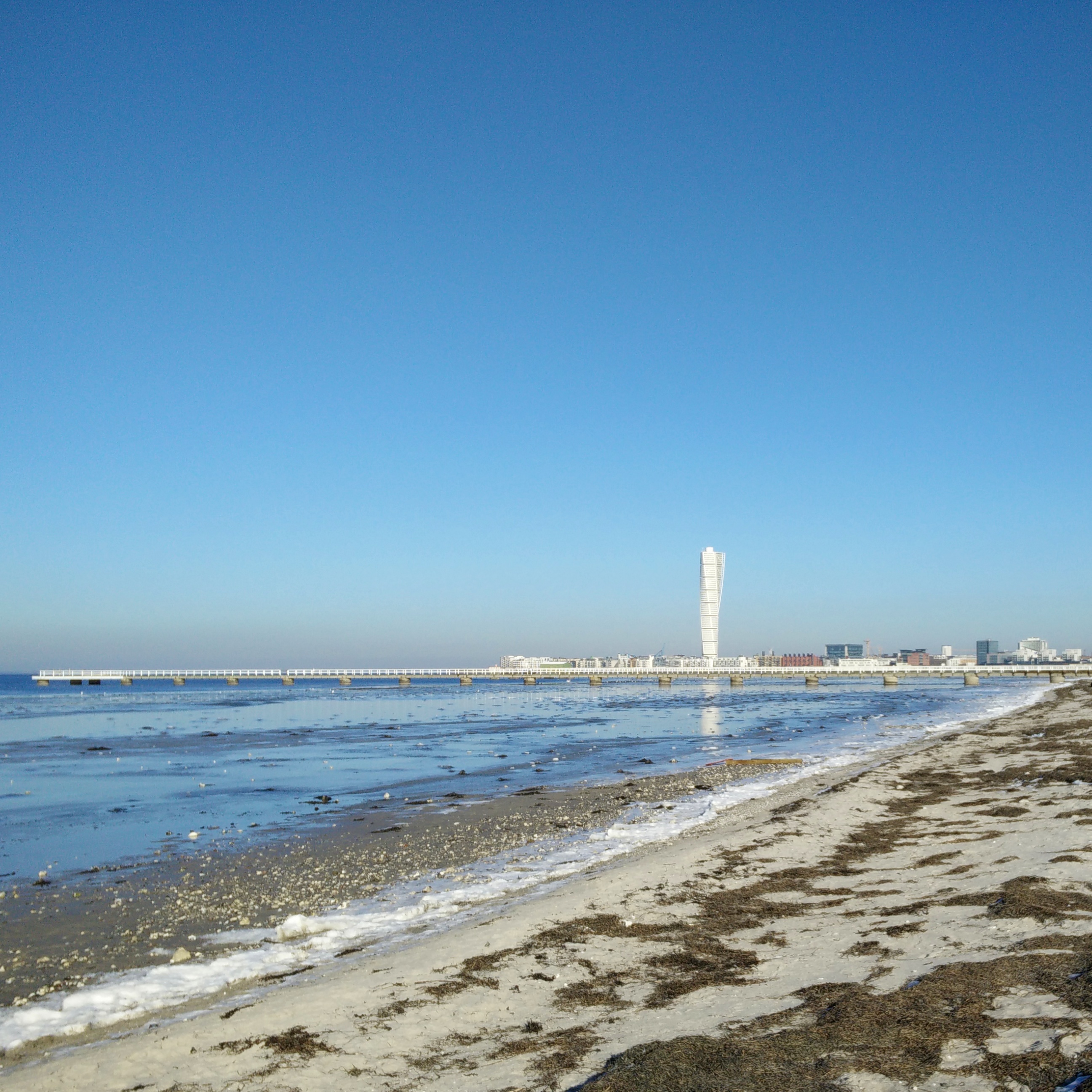
Del av Ribersborgsstranden mot norr.
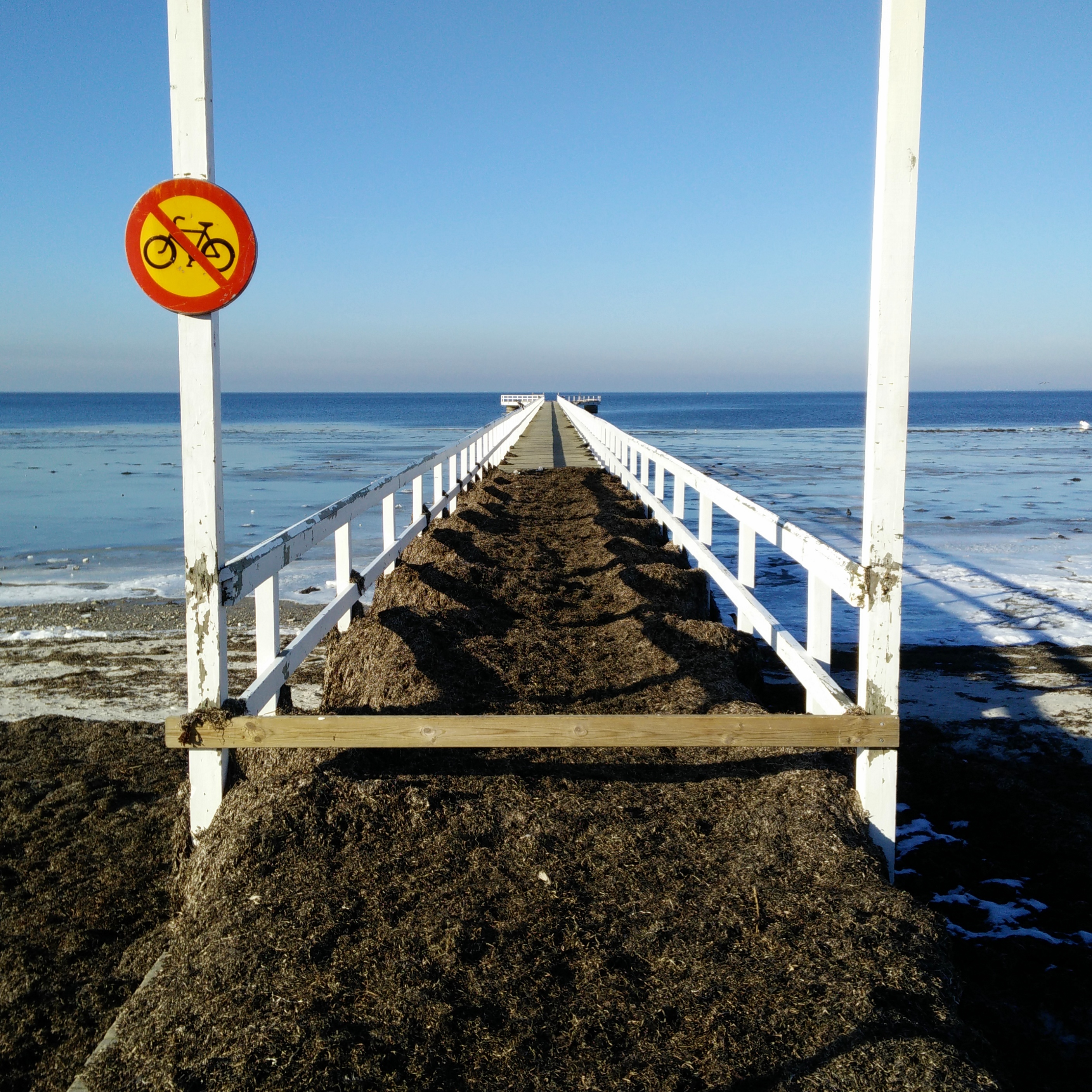
Brygga i februari. Tång har blåst upp under vintern.
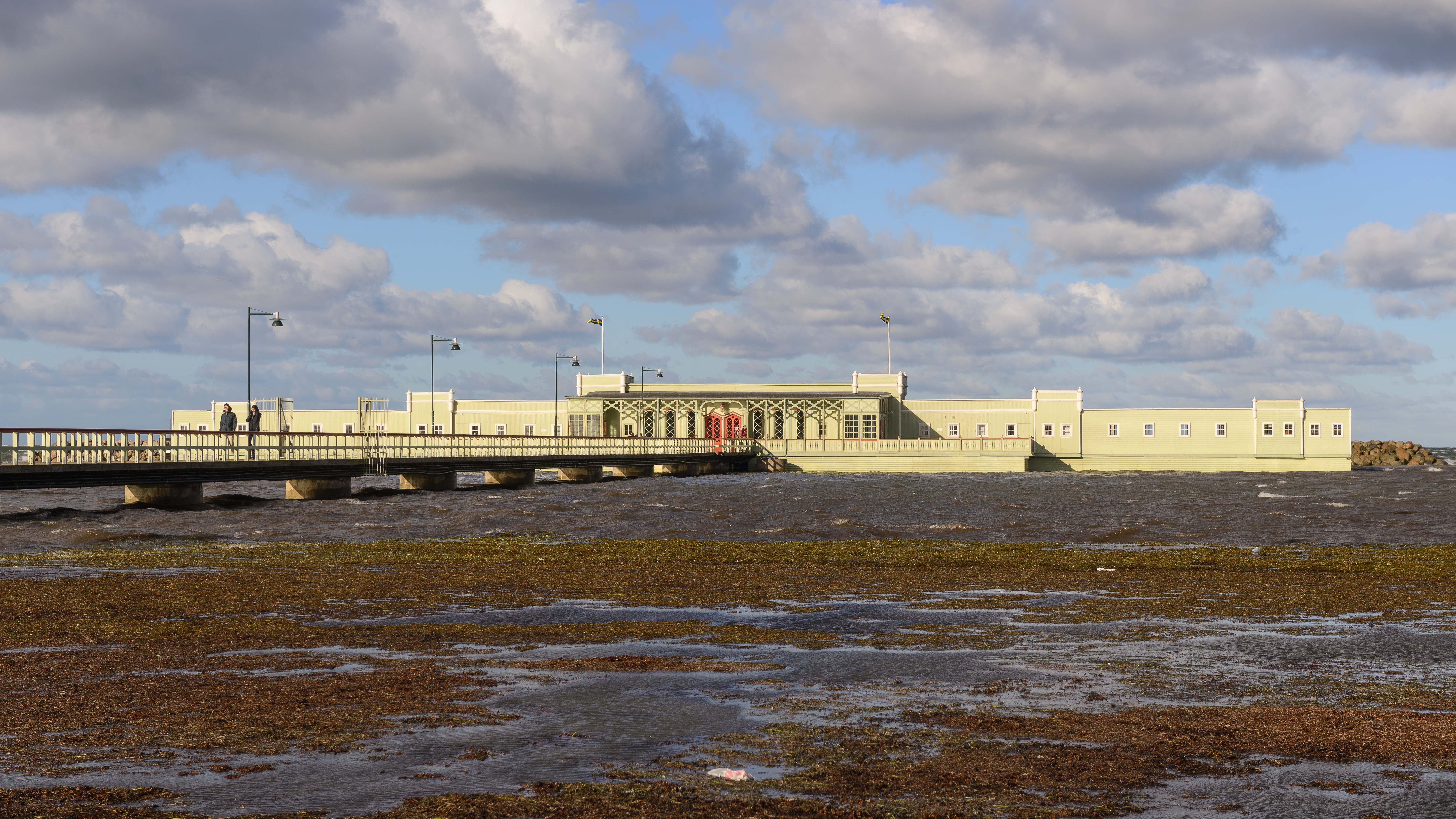
Kallbadhuset.